# Papa Vitalian
Papa Vitalian (n. 27 ianuarie 600 d.Hr., Segni, Lazio, Regatul Italiei – d. 30 ianuarie 672 d.Hr., Roma, Imperiul Roman de Răsărit) a fost Papă al Romei în perioada 30 iulie 657 - 27 ianuarie 672.
Despre tinerețea lui se știe doar atât că s-a născut la Segni iar numele tatălui său era Anastasius. După decesul papei Eugen I pe 2 sau 3 iulie 657 a fost ales papă, fiind întronat pe 30 iulie. Numele său înseamnă „cel care îți dă multă viață”.
O temă centrală din pontificatul lui a fost relația cu Bisericile din Răsărit și cu împăratul bizantin. Vitalian era de părere că o stare conflictuală nu-i ar fi de folos nimănui, așa că a încercat să restabilească relații mai prietenești între apus și răsărit. Însă, tocmai in timpul lui Vitalian, monotelismul - considerat eretic de către Roma - se răspândise în Bizanț până la cele mai înalte niveluri ale societății (împăratul Constans al II-lea, Patriarhul Petros și alții). Cu toate că n-au fost rezolvate conflictele cu caracter dogmatic, Vitalian a reușit prin mai multe scrisori să creeze o bază nouă pentru un contact reciproc. Apogeul acestui schimb a fost atins când Constans al II-lea a stat în vizită la Roma între 5 și 7 iulie 663 ca să-i combată de acolo pe longobarzi. Ca oaspete, a asistat la  două slujbe religioase în catedrala Sf. Petru, luând și cina împreună cu Vitalian.
Papa a putut să mențină contactul cu Împăratul Bizanțului prin tăcerea lui discretă atunci când venea vorbă de numeroasele conflicte cu caracter politic și dogmatic. Nici atunci n-a vrut să provoace scandal când era sigur că Constans plecase din Roma cu mai multe piese de artă luate de acolo.
După asasinarea lui Constans la Siracusa (668), fiul acestuia Constantin al IV-lea a fost sprijinit de către Vitalian când acesta s-a luptat pentru tronul Bizanțului. Drept răsplată Constantin a încetat susținerea monoteliștilor. Astfel, Vitalian la rândul lui a putut profita de această nouă situație și a început din nou să reprezinte mai puternic dogmele romane în Răsărit.
Acolo s-a aflat - spre supărarea patriarhului - sub protecția imperială. De asemenea, Vitalian a fost intens ocupat cu eforturile episcopului Maurus de la Ravenna care dorea să obțină un statut de autocefalie. Maurus a primit și sprijinul direct al lui Constans al II-lea care a hotărât să scoată Ravenna din sfera de influență a papei. În final, papa și arhiepiscopul Ravennei s-au excomunicat reciproc. Abia sub papa Leon al II-lea arhiepiscopatul de Ravenna a intrat din nou în sânul bisericii romane.
Se mai știe de Vitalian că a reușit să întindă influența papală în Anglia și pe insula Creta. În Anglia, conflictele religioase între britanici și anglo-saxoni au fost înlăturate după ce călugărul Teodor de Tarsus a ajuns noul arhiepiscop de Canterbury. Și în Creta - care se afla bineînțeles în zona de influență a Bizanțului  - Vitalian a avut cea mai mare pondere privind diferite chestiuni legate de situația juridică a bisericii.
Vitalian murit pe data de 27 ianuarie 672, fiind înmormântat în Bazilica Sfântul Petru din Roma. Biserica Romano-Catolică îl venerează ca sfânt, data comemorării sale fiind 27 ianuarie.